# TTCN
TTCN ist eine domänenspezifische Programmiersprache zum Testen von Kommunikationsprotokollen. Sie wird von der ITU-T gepflegt und in deren Empfehlungen (Recommendations) standardisiert. Der aktuelle Standard ist zwar TTCN-3, doch wird in der Industrie vielfach noch TTCN-2 eingesetzt, so dass man von zwei aktuellen Standards sprechen kann.

## TTCN-2
Das Akronym TTCN steht für Tree and Tabular Combined Notation, was auf die verwendete Schreibweise in Bäumen und Tabellen hinweist. Sie wird definiert in: ITU-T Recommendation X.292, OSI conformance testing methodology and framework for protocol Recommendations for ITU-T applications – The Tree and Tabular Combined Notation (TTCN), 1998.

## TTCN-3
Nach dem Willen der Autoren ist der neue Name Testing and Test Control Notation. Dieser Name entspricht eher dem Zweck der Sprache, zudem wurde die Syntax ohnehin so verändert, dass der alte Name nicht mehr ohne Weiteres zutrifft. Ihre Definition findet sich in: ITU-T Recommendation Z.140, The Tree and Tabular Combined Notation version 3 (TTCN-3): Core Language, 2001.